# 1773 Rumpelstilz
1773 Rumpelstilz eller 1968 HE är en asteroid i huvudbältet som upptäcktes den 17 april 1968 av den Schweiziska astronomen Paul Wild vid Observatorium Zimmerwald. Den har fått sitt namn efter den fiktiva figuren Rumpelstiltskin.
Asteroiden har en diameter på ungefär 7 kilometer.